# Elgpiggen
Elgpiggen es una montaña situada en el término municipal de Tolga, (en Hedmark) en la zona montañosa Holøydalen, parte del país europeo de Noruega. La montaña es fácilmente reconocible por su forma que se asemeja a una pirámide.
"Elgpiggen" significa "el pico (piggen) de la montaña de los alces", que es visto tradicionalmente como el rey de todos los animales que habitan en el bosque noruego.